# Orion (A201)
Orion (A201) je zpravodajská loď (SIGINT) švédského námořnictva. Ve službě je od roku 1984. Posádka plavidla se skládá z příslušníků švédského námořnictva a agentury Národního obranného rozhlasového ústředí (Försvarets radioanstalt, FRA). Jako její náhrada byla postavena zpravodajská loď Artemis (A202).

## Stavba
Stavba plavidla proběhla s podporou americké Národní bezpečnostní agentury. Proběhla ve švédské loděnici Kockums. Na vodu bylo spuštěno 1. června 1984. Do služby bylo přijato ještě ve stejném roce.

## Konstrukce
Pohonný systém tvoří dva diesely Hedemora. Nejvyšší rychlost dosahuje dvanáct uzlů.

## Služba
V listopadu 1985 Orion při monitorování sovětského námořního cvičení taranovala sovětská minolovka. V roce 2010 švédská vláda schválila pořízení nové zpravodajské lodi Artemis kvůli tomu, že Orion přestala splňoval předpisy o námořní bezpečnosti.